# Melangyna viridiceps
Melangyna viridiceps är en tvåvingeart som först beskrevs av Macquart 1847.  Melangyna viridiceps ingår i släktet flickblomflugor, och familjen blomflugor. Inga underarter finns listade i Catalogue of Life.

## Bildgalleri

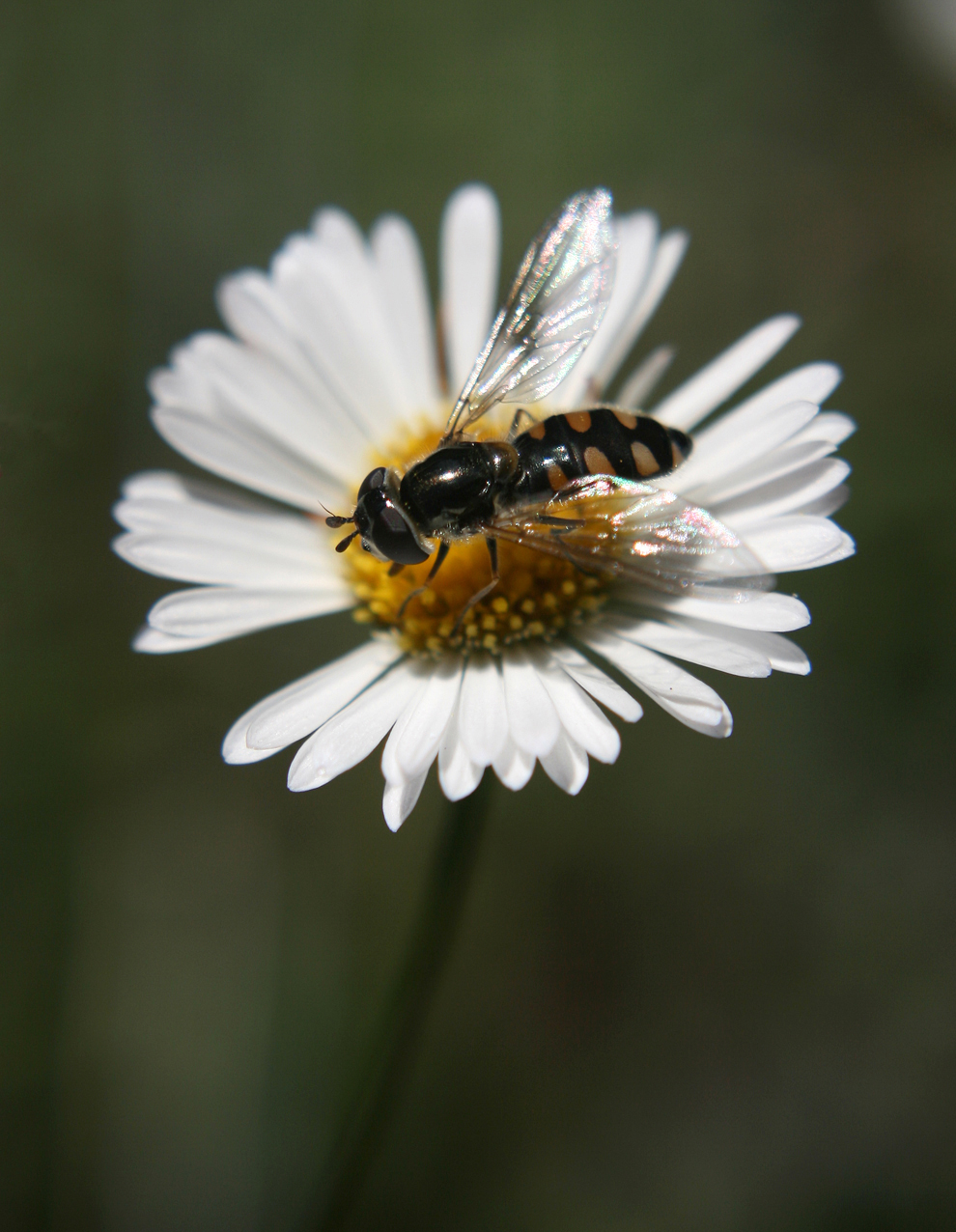
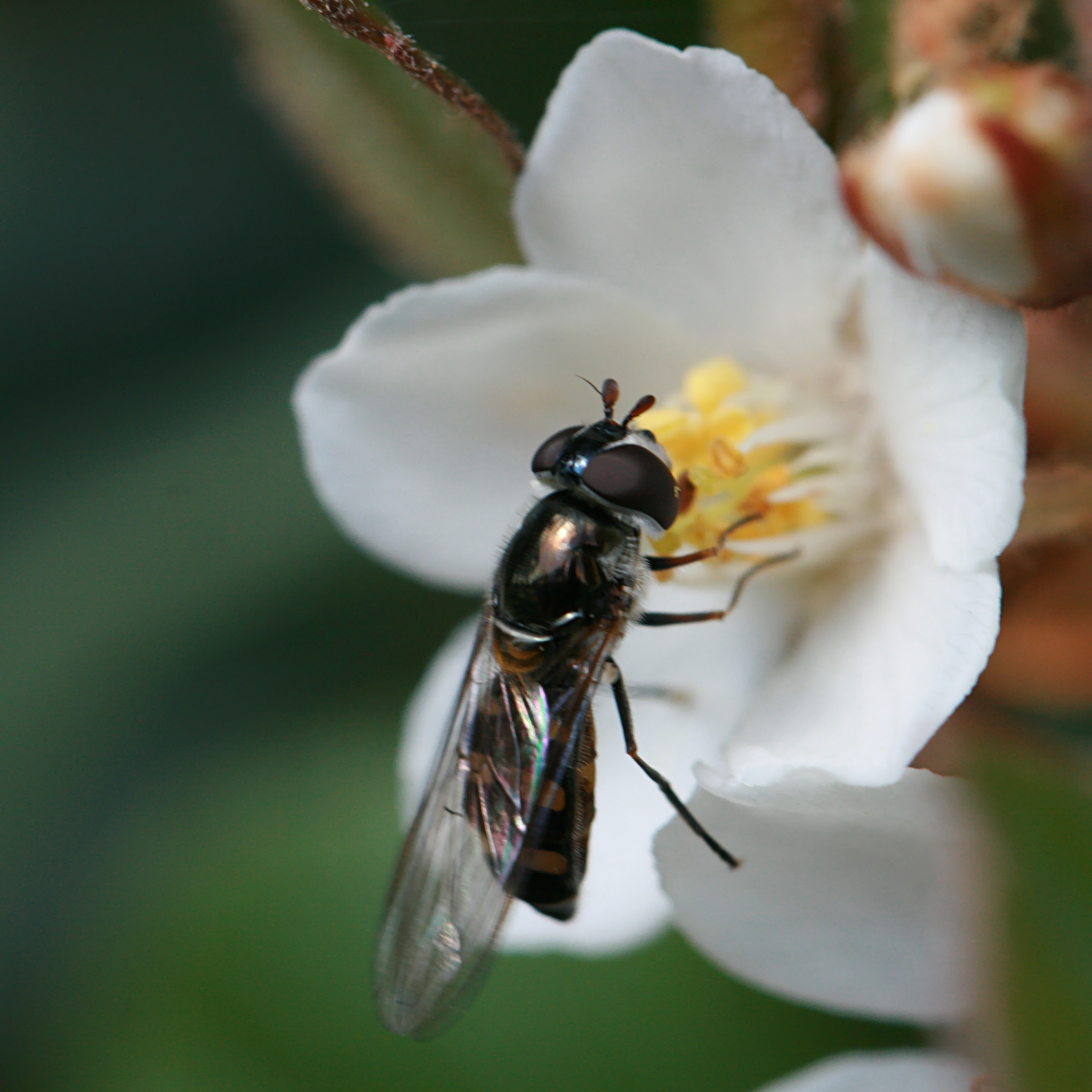